# 돛대

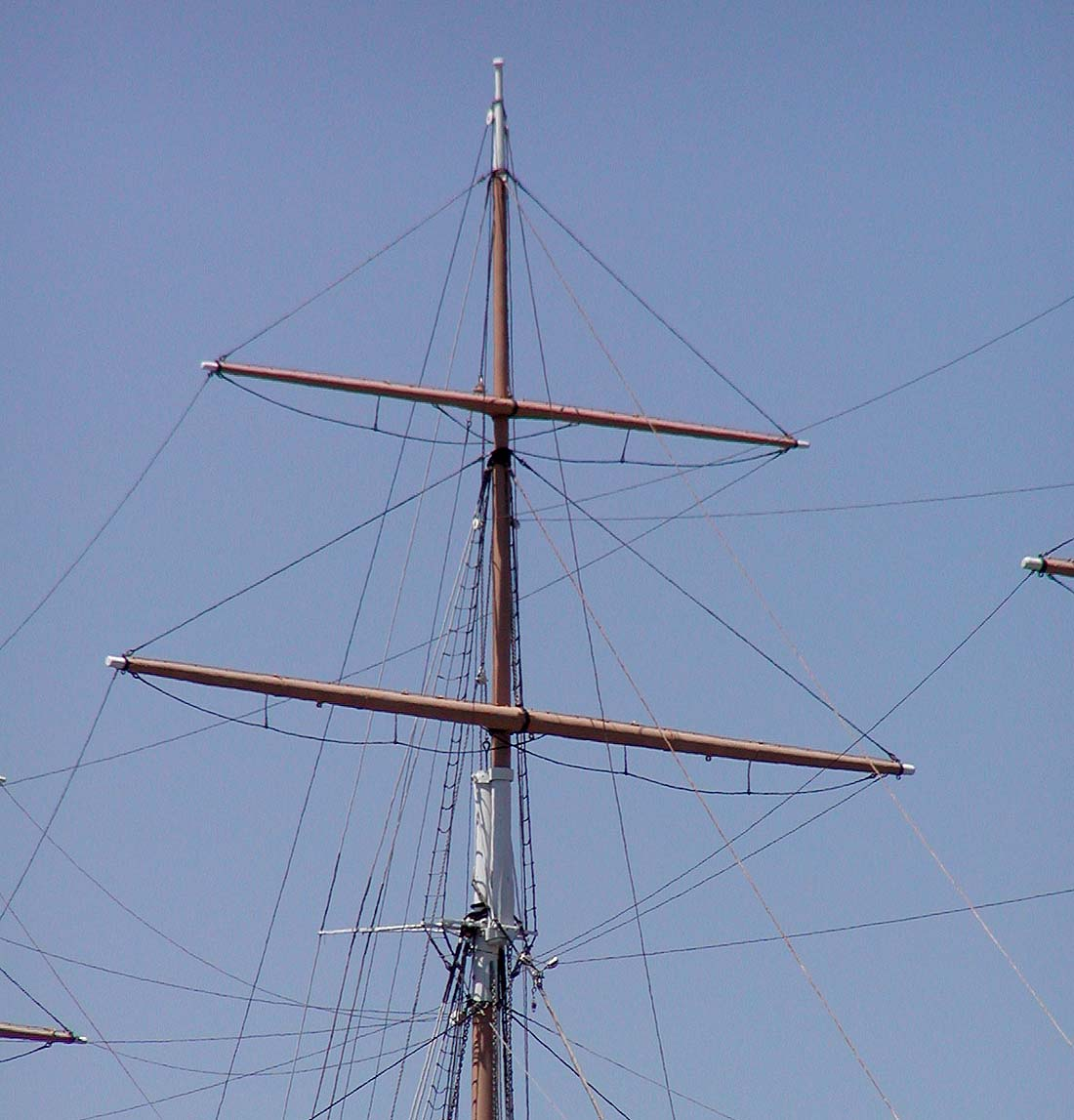

돛대(mast)란 범선의 높다란 원재 또는 원재들을 정렬한 것으로, 선체의 중심선에 수직하게 세워진다. 돛대는 돛, 원재, 기중기 따위를 설치하는 장소가 되며, 표지등, 안테나, 깃대, 신호등이 효율적으로 작동하기 위한 높이를 확보하도록 한다.

## 역사
서양에서 항해 속도를 더 빠르게 하고 항해의 질을 높이기 위해 하나 이상의 돛대를 쓰는 배의 개념이 북부 지중해 해역에서 등장하였다. 최초의 앞돛대는 이탈리아 카에레의 에트루리아 피크시스에서 식별되었으며 이는 기운전 7세기 중순으로 거슬러 올라간다. 돛을 접은 메인 세일의 전함은 앞돛대를 사용하였다.